# Міхал Поспішил
Міхал Поспішил (чеськ. Michal Pospíšil, нар. 31 травня 1979, Прага, Чехословаччина) — чеський футболіст, що грав на позиції нападника.
Виступав за молодіжну збірну Чехії, у складі якої ставав чемпіоном Європи 2002 року.

## Клубна кар'єра
Вихованець футбольної школи клубу «Спарта» (Прага). Дорослу футбольну кар'єру розпочав 1995 року в основній команді того ж клубу, в якій провів п'ять сезонів.
Згодом з 1998 по 2010 рік грав у складі команд клубів «Хмел», «Вікторія» (Жижков), «Спарта» (Прага), «Слован», «Гартс», «Сент-Трюйден», «Вікторія» (Жижков), «Богеміанс» та «Гріндавік».
Завершив професійну ігрову кар'єру у клубі «Простейов», за команду якого виступав протягом 2012 року.

## Виступи за збірну
Протягом 2000—2003 років залучався до складу молодіжної збірної Чехії. На молодіжному рівні зіграв у 21 офіційному матчі, забив 5 голів.
Був учасником молодіжного Євро-2002, на якому чехи здобули перемогу. Міхал на турнірі відзначився двома голами, у фіналі у серії пенальті забив перший гол.

## Титули і досягнення
- Чемпіон Чехії (1):

«Спарта»:  1999-2000, 2002-2003
- Володар Кубка Чехії (1):

«Вікторія Жижков»:  2000-2001
- Володар Кубка Шотландії (1):

«Гартс»:  2005-2006
- Чемпіон Європи (U-21): 2002